# La Lecture (Fantin-Latour, Lyon)
Pour les articles homonymes, voir La Lecture.
La Lecture est un tableau du peintre français Henri Fantin-Latour, peint en 1877. Il a été acheté en 1901 par le musée des Beaux-Arts de Lyon où il est conservé.

## Description
La peinture représente deux femmes assises dans une pièce. Celle de droite lit un livre, accoudée à une table recouverte par une nappe décorée et sur laquelle est posé un vase avec des fleurs. L'autre femme, à gauche, ne semble pas écouter la lecture et semble distraite.
L'ensemble est très austère, avec le mur à l'arrière plan, qui prend une grande place dans la peinture, et les robes noires des deux femmes.
Le peintre a représenté à gauche sa belle-sœur, Charlotte Dubourg.

## Interprétation
Le thème de cette œuvre peut évoquer l'évasion des femmes par la lecture. On peut rapprocher le tableau de La Lecture, du même artiste conservé au Musée Calouste-Gulbenkian à Lisbonne.

## Expositions
La peinture a été exposée en 1877 au Salon de peinture et de sculpture de Paris, en 1878 à l'exposition d'été de l'académie royale de Londres, et en 1900 à la Société des beaux-arts à Bruxelles.
Lors de la Biennale d'art contemporain de Lyon en 2009, l'artiste Wong Hoy Cheong a réinterprété l’œuvre dans une photographie de femmes musulmanes portant une burqa.